# Căn phòng (phim 2015)
Căn phòng là một bộ phim điện ảnh thuộc thể loại chính kịch do Lenny Abrahamson làm đạo diễn, với phần kịch bản do Emma Donoghue chấp bút dựa trên cuốn tiểu thuyết cùng tên của cô. Bộ phim có sự tham gia diễn xuất của các diễn viên gồm Brie Larson, Jacob Tremblay, Joan Allen, Sean Bridgers và William H. Macy. Bị giam giữ bảy năm trong một căn phòng, một người phụ nữ (Larson) và đứa con trai năm tuổi của cô (Tremblay) cuối cùng cũng giành được tự do, giúp cậu bé được trải nghiệm thế giới bên ngoài lần đầu tiên.
Căn phòng được trình chiếu ở Liên hoan Phim Telluride vào ngày 4 tháng 9 năm 2015 và được phát hành giới hạn ở Hoa Kỳ vào 16/10/2015. Bộ phim được đề cử cho bốn Giải Oscar: Giải Oscar cho phim hay nhất, Giải Oscar cho đạo diễn xuất sắc nhất cho Abrahamson, Giải Oscar cho nữ diễn viên chính xuất sắc nhất cho Larson, và Giải Oscar cho kịch bản chuyển thể xuất sắc nhất cho Donoghue. Larson cũng thắng một vài giải thưởng, bao gồm Giải Oscar cho nữ diễn viên chính xuất sắc nhất, Giải BAFTA cho nữ diễn viên chính xuất sắc nhất, Giải BFCA cho nữ diễn viên chính xuất sắc nhất, Giải Tinh thần độc lập cho nữ diễn viên chính xuất sắc nhất, Giải Quả cầu vàng cho nữ diễn viên phim chính kịch xuất sắc nhất và Giải SAG cho nữ diễn viên chính xuất sắc nhất.

## Kịch bản
Ở Akron, Ohio, Joy (24 tuổi) và đứa con trai 5 tuổi của cô Jack sống trong một nhà kho bẩn thỉu - nơi họ gọi là Căn Phòng. Họ dùng chung một chiếc giường, toilet, bồn tắm, vô tuyến và nhà bếp, chiếc cửa sổ duy nhất giúp có ánh sáng bên ngoài. Họ bị giam bởi người đàn ông được gọi là Nick Già, người là bố ruột của Jack, người đã bắt cóc Joy bảy năm trước, và hiếp dâm cô thường xuyên trong khi Jack ngủ trong tủ quần áo. Cô cố gắng sống lạc quan vì con trai, nhưng cũng thỉnh thoảng bị buồn bực và bị suy dinh dưỡng. Cô khiến Jack tin rằng chỉ có Căn Phòng và những thứ bên trong là "có thật", và những thứ ngoài thế giới chỉ có trên ti vi.
Nick Già nói với Joy lão đã bị mất việc và dọa rằng hắn có thể sẽ mất khả năng chu cấp cho họ trong tương lai. Khi Joy phản ứng tiêu cực, hắn cắt nhiệt và điện trong phòng. Joy quyết định sẽ kể cho Jack về thế giới bên ngoài: nhưng Jack không tin và cảm thấy khó hiểu, nhưng cuối cùng cũng bị tò mò về nó. Joy bảo Jack giả vờ ốm, hy vọng rằng Nick Già sẽ đưa cậu đến bệnh viện nơi cậu có thể chạy trốn, nhưng Nick Già nói rằng hắn sẽ quay lại ngày hôm sau với thuốc kháng sinh.
Joy bọc Jack trong tấm thảm và để Jack giả vờ chết với hy vọng Nick Già sẽ đưa cậu khỏi Căn Phòng. Mắc mưu, Nick Già để Jack vào thùng xe tải và lái xe qua khu vực dân cư. Mặc dù bị choáng ngợp bởi trải nghiệm đầu tiên với thế giới bên ngoài, Jack nhảy khỏi chiếc xe và thu hút sự chú ý của một người qua đường. Cảnh sát đi tới và cứu Jack. Dựa trên trí nhớ của cậu về Căn Phòng và những gì Joy nói cho cậu, cảnh sát tìm thấy Joy và cứu cô. Nick Già bị bắt, Joy và Jack được đưa đến bệnh viện.
Đoàn tụ với gia đình, Joy khám phá được rằng cha mẹ cô đã ly dị và mẹ cô đã có người tình mới, Leo. Cô cùng Jack trở về nhà nơi mẹ cô và Leo sống. Bố cô không thể chấp nhận Jack và rời đi. Jack chật vật để thích nghi với cuộc sống ở thế giới lớn hơn, chỉ nói chuyện với mẹ cậu và bày tỏ mong muốn trở về Căn Phòng. Joy tức giận và buồn bã, cô cãi nhau với mẹ và bỏ lịch hẹn với bác sĩ. Cô đồng ý phỏng vấn cho truyền hình, nhưng mất bình tĩnh khi phóng viên hỏi về quyết định giữ Jack lại trong căn phòng sau khi cậu được sinh ra, trong khi cô có thể bảo Nick Già đưa Jack đến một nơi cậu có thể được tìm thấy. Cô cố tự tử và phải nhập viện.
Jack bắt đầu quen với cuộc sống mới. Cậu trở nên thân thiết với gia đình mới và chú chó của Leo - Seamus, và kết bạn với cậu bạn cùng tuổi. Tin rằng mái tóc dài của cậu sẽ cho Joy thêm sức mạnh để hồi phục, Jack đưa tóc cho bà của cậu cắt để cậu có thể gửi cho mẹ. Joy trở về nhà và cảm ơn Jac vì đã cứu cô một lần nữa.
Theo yêu cầu của Jack, họ thăm Căn Phòng một lần cuối, với sự theo sát của cảnh sát. Jack cảm thấy bối rối vì đồ đạc của họ đã được đưa đi để làm bằng chứng, và cậu thấy căn phòng đã thu lại, và đó như một nơi khác khi cánh cửa được mở. Cậu và Joy tạm biệt Căn Phòng và rời đi.

## Diễn viên
- Brie Larson trong vai Joy Newsome
- Jacob Tremblay trong vai Jack Newsome
- Joan Allen trong vai Nancy Newsome
- William H. Macy trong vai Robert Newsome
- Sean Bridgers trong vai Nick Già
- Tom McCamus trong vai Leo
- Amanda Brugel trong vai Thanh tra Parker
- Joe Pingue trong vai Thanh tra Grabowski
- Megan Park trong vai Laura
- Cas Anvar trong vai Bác sĩ Mittal
- Wendy Crewson trong vai Dẫn chương trình Talk Show

## Phát hành
Trước khi sản xuất bộ phim, A24 được giao quyền phát hành bộ phim tại Mỹ. Bộ phim được trình chiếu vào 4/9/2015 tại Liên hoan Phim Telluride. Bộ phim được chiếu tai buổi ra mắt đặc biệt ở Liên hoan Phim Quốc tế Toronto 2015 và ở Liên hoan Phim London ngày 11/10/2015 Bộ phim được phát hành giới hạn vào 16/10/2015. Bộ phim được phát hành rộng rãi vào 22/1/2016 Bộ phim được công chiếu ở Anh vào 15 tháng 1 năm 2015 bởi Studio Canal.

### Doanh thu phòng vé
Tính đến 28 tháng 2 năm 2016, Căn Phòng đã thu về khoảng 13.5 triệu đô ở Bắc Mỹ và 8.5 triệu đô ở các nước khác với tổng doanh thu toàn cầu là 22 triệu đô.

### Phản hồi giới chuyên môn
Hệ thống tổng hợp kết quả đánh giá Rotten Tomatoes cho bộ phim xếp hạng 94%, dựa trên 230 bài phê bình với số điểm trung bình là 8.5/10. Các nhà phê bình của trang web nhất trí rằng, "Dẫn dắt bởi màn biểu diễn đáng kinh ngạc của Brie Larson và Jacob Tremblay, Căn Phòng là một trải nghiệm đau lòng đến khó quên - và không thể phủ nhận rằng rất đáng xem." Metacritic cho bộ phim số điểm trung bình 86 trên 100, dựa trên 43 nhà phê bình, chỉ rõ "ca ngợi rộng rãi".

### Phát hành qua đĩa
Căn Phòng được phát hành dưới định dạng DVD và Blu-ray ở Hoa Kỳ vào 1 tháng 3 năm 2016.

## Giải thưởng
Căn phòng nhận được nhiều giải thưởng và đề cử. Brie Larson đã được lựa chọn cho rất nhiều giải thưởng, với Ủy ban Quốc gia về Phê bình Điện ảnh, Hiệp hội phê bình phim Chicago và nhiều tổ chức phê bình phim khác chọn cô làm Nữ chính Xuất sắc nhất. Larson cũng đã thắng nhiều giải thưởng lớn, bao gồm Giải Oscar, Giải thưởng Điện ảnh Viện Hàn lâm Anh quốc và Giải Quả cầu vàng cho Nữ chính Xuất sắc nhất. Kịch bản của Emma Donaghue và phần thể hiện của Jacob Tremblay cũng nhận được nhiều sự chú ý. Bộ phim nhận được bốn đề cử cho Giải Oscar lần thứ 88, với Larson thắng giải về diễn xuất.
Căn phòng đã được ca ngợi là một trong những phim hay nhất năm 2015 bởi hơn 60 nhà phê bình và ấn phẩm.